# Línea 3 (AUVASA)
La línea 3 de AUVASA es una línea diametral que cruza Valladolid desde el barrio de Las Flores hasta Girón y el entorno del Cementerio Las Contiendas, atravesando el centro de la ciudad y es mi bus. Al pasar por la plaza Circular, permite el transbordo con varias líneas del transporte metropolitano de Valladolid; y también da servicio a los aparcamientos disuasorios de Plaza del Milenio y C/ La Vía.
En cuanto al número de viajes, la línea 3 superó el millón y medio en 2016.

## Frecuencias

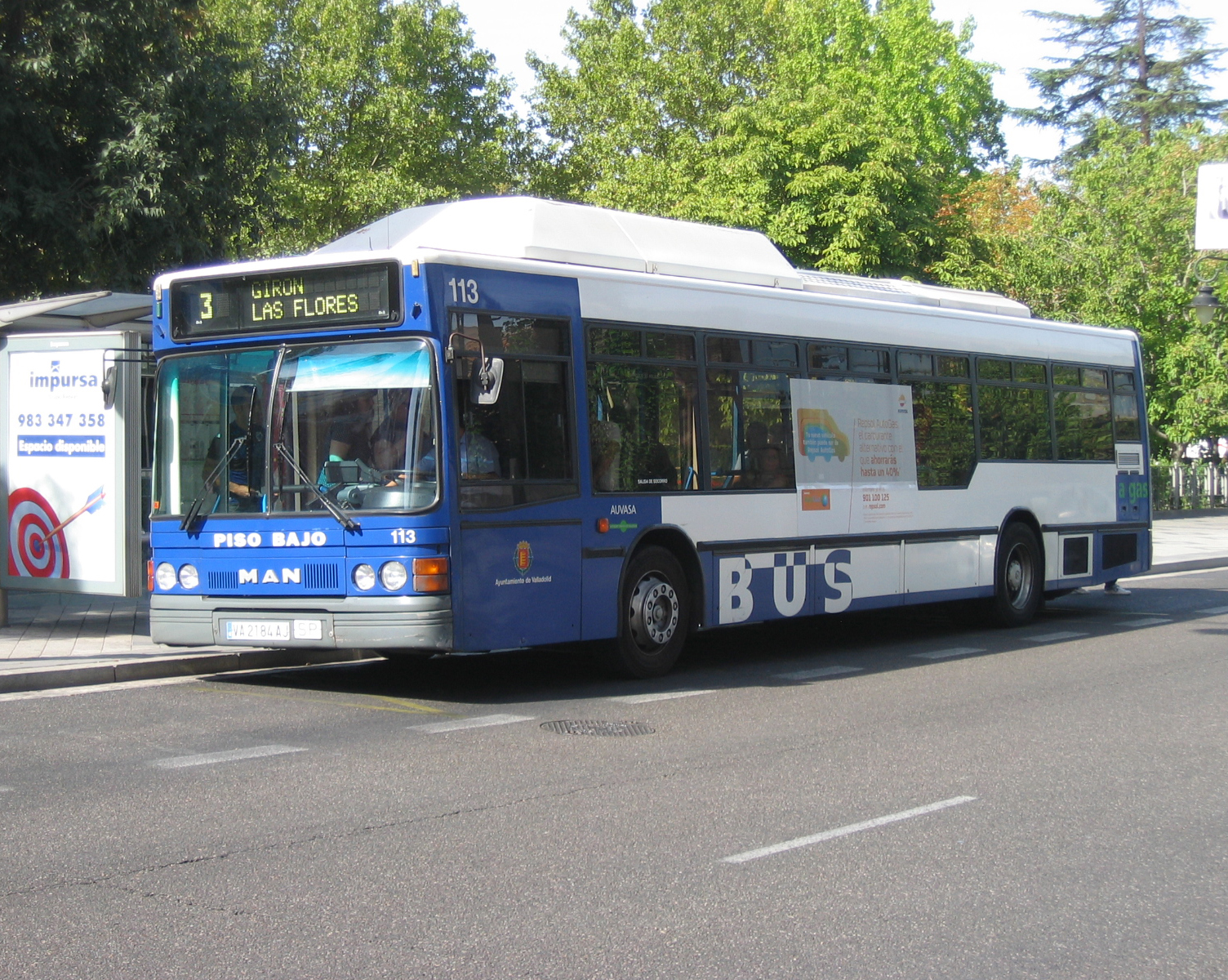
Bus 113 de Auvasa, en la plaza del Poniente, realizando la línea 3.

Las frecuencias de paso programadas de la línea 3 entre septiembre y junio son:
| DÍA                | LUGAR DE SALIDA | PRIMER SERVICIO | ÚLTIMO SERVICIO   | FRECUENCIA MEDIA |
| ------------------ | --------------- | --------------- | ----------------- | ---------------- |
| Laborables         | LAS FLORES      | 7:15-7:25-7:35  | 21:52-22:10-22:30 | 14-18 min.       |
| Laborables         | GIRÓN           | 7:15-7:30-7:45  | 21:55-22:10-22:30 | 14-18 min.       |
| Laborables         | C. CONTIENDAS   | 7:28            | 21:53-22:28       | 28-36 min.       |
| Sábados y festivos | LAS FLORES      | 7:30-7:45-8:00  | 22:00-22:20-22:40 | 19-22 min.       |
| Sábados y festivos | GIRÓN           | 7:30            | 22:11-22:30       | 19-22 min.       |
| Sábados y festivos | C. CONTIENDAS   | 7:28            | 22:28             | 38-44 min.       |

- Todos los servicios desde C. Contiendas pasan por Girón, y una expedición de cada dos desde Las Flores continua hasta C. Contiendas.

## Paradas
Nota: Al pinchar sobre los enlaces de las distintas paradas se muestra cuanto tiempo queda para que pase el autobús por esa parada.
| Hacia Girón y Contiendas                              | Correspondencia con líneas: |
| ----------------------------------------------------- | --------------------------- |
| C/ Azucena 18 esq. Dalia                              | F3                          |
| C/ Azalea esq. Flor de Acebo                          | F3                          |
| C/ Santa María de la Cabeza fte. 9                    | F3                          |
| C/ Santa María de la Cabeza fte. 39                   | F3                          |
| C/ Villabáñez 131 esq. Cº Viejo del Polvorín          | F3                          |
| C/ Villabáñez 55 esq. Golondrina                      | F3                          |
| Pº Juan Carlos I esq. Abejaruco                       | F3                          |
| C/ Puente la Reina 67                                 | F3                          |
| C/ Templarios 6 esq. Puente la Reina                  | F3                          |
| C/ Cigüeña 41 esq. Villabáñez                         | C2 F3                       |
| C/ Cigüeña 21 esq. Tórtola                            | 18 C2 F3                    |
| C/ Cigüeña 1 esq. San Isidro                          | 18 C2 F3                    |
| Pza. Circular 7 esq. Industrias                       | 17 18 19 U1 F2 F3           |
| C/ Nicolás Salmerón 19 esq. Labradores                | 18 19 F2 F3                 |
| Pza. Caño Argales                                     | 6 9 13 14 18 19 F3          |
| Pza. Madrid 2                                         | 6 9 F3                      |
| C/ Doctrinos 12 esq. María de Molina                  | 4 5 6 8 24 F3 F4 F5         |
| Avda. Miguel Ángel Blanco 2 fte. Pza. del Milenio     | 5 6 8 F3 F4 F5              |
| Avda. Miguel Ángel Blanco 23 esq. Pío del Río Hortega | -                           |
| C/ Rastrojo 7 fte. Col. Giner de los Ríos             | -                           |
| C/ Barbecho fte. 31                                   | -                           |
| C/ Mieses fte. 40                                     | C2                          |
| Avda. Los Cerros 38 fte. Antiguo Cine Castilla        | C2                          |
| Avda. Las Contiendas fte. 109                         | C2                          |
| * C/ Enseñanza Centro Ed. Especial                    | C2                          |
| * Avda. Gijón 82 fte. Chopos                          | -                           |
| * Avda. Gijón 71 Cem. Las Contiendas                  | -                           |
| Hacia Las Flores                                      |                             |
| * Avda. Gijón 71 Cem. Las Contiendas                  | -                           |
| * Avda. Gijón 29 esq. Chopos                          | -                           |
| * C/ Enseñanza esq. Avda. Gijón                       | C1                          |
| Avda. Las Contiendas 97                               | C1                          |
| Avda. Los Cerros fte. 38 esq. Antiguo Cine Castilla   | C1                          |
| C/ Mieses 40                                          | C1                          |
| C/ Barbecho 31                                        | -                           |
| C/ Rastrojo 6 Col. Giner de los Ríos                  | -                           |
| Avda. Miguel Ángel Blanco 5 esq. Avda. Salamanca      | 5 F6                        |
| C/ Joaquín Velasco Martín 3 Col. La Inmaculada        | 6 8 F3 F4 F5                |
| C/ Joaquín Velasco Martín 1 esq. Gloria Fuertes       | 8 F3 F4 F5                  |
| Pza. Poniente fte. Jorge Guillén                      | 1 4 6 8 F3 F4 F5            |
| Pza. Fuente Dorada                                    | 1 2 4 6 8 24 F3 F4 F5       |
| C/ López Gómez 13 esq. Fray Luis de León              | 4 6 24 F3 F4                |
| C/ Panaderos 2 esq. Pza. España                       | 6 9 24 F3 F4                |
| Pza. Cruz Verde 5                                     | 18 19 F2 F3                 |
| Pza. Circular 11 igl. Corazón de María                | 17 18 19 F2 F3              |
| C/ Cigüeña 4 igl. San Isidro                          | 18 C1 F3                    |
| C/ Cigüeña 14                                         | 18 C1 F3                    |
| C/ Cigüeña 40 esq. Villabáñez                         | F3                          |
| C/ Templarios 3 esq. Puente la Reina                  | F3                          |
| Pº Juan Carlos I 109                                  | F3                          |
| Cº Viejo del Polvorín 12                              | F3                          |
| Cº Viejo del Polvorín esq. Villabáñez                 | F3                          |
| C/ Santa María de la Cabeza 37                        | F3                          |
| C/ Santa María de la Cabeza 9                         | F3                          |
| C/ Azalea esq. Alhelí                                 | F3                          |
| C/ Azucena 18 esq. Dalia                              | F3                          |

- Las paradas marcadas con asterisco (*) pertenecen a la prolongación del Cementerio Las Contiendas.

## Líneas relacionadas
Aunque los primeros servicios de la línea 3 comiencen a las 7 de la mañana, desde dos horas antes ambos extremos tienen servicio con las líneas P3, PSC3, M4 y M6. Las noches de viernes, sábados y vísperas de festivos el recorrido es realizado, en parte, por las líneas B2 y B3.